# Ismaël Alassane
Ismaël Eragae Alassane (ur. 3 kwietnia 1984 w Niamey) – piłkarz nigerski grający na pozycji środkowego obrońcy.

## Kariera klubowa
Swoją karierę piłkarską Alassane rozpoczął w klubie JS du Ténéré. W 2001 roku zadebiutował w jego barwach w nigerskiej Ligue 1. W 2003 roku odszedł do Sahel SC, w którym spędził jeden sezon. Wywalczył w nim mistrzostwo kraju oraz zdobył Puchar Nigru.
W 2004 roku Alassane został zawodnikiem burkińskiego ASFA Yennenga Wagadugu. W sezonie 2005/2006 został z nim mistrzem Burkiny Faso. W sezonie 2008/2009 występował w nigeryjskiej Enyimbie, z którą sięgnął po Puchar Nigerii.
W latach 2009–2011 Alassane grał w Busaiteen Club z Bahrajnu. Latem 2011 przeszedł do kuwejckiego Al Sahel SC. W sezonie 2012/2013 grał w gabońskim AS Mangasport.

## Kariera reprezentacyjna
W reprezentacji Nigru Alassane zadebiutował 7 września 2002 roku w wygranym 3:1 meczu kwalifikacji do Pucharu Narodów Afryki 2004 z Etiopią, rozegranym w Niamey. W 2013 roku został powołany do kadry na Puchar Narodów Afryki 2013. Od 2002 do 2013 rozegrał w kadrze narodowej 18 meczów i strzelił 1 gola.